# Richard Bach
Pour les articles homonymes, voir Bach (homonymie).
Œuvres principales
- Jonathan Livingston le goéland

Richard Bach, né le 23 juin 1936 à Oak Park dans l'Illinois, est un écrivain américain.

## Biographie
Se disant descendant de Johann Sebastian Bach, il étudie à l’université de Californie avant de devenir écrivain. Pilote réserviste pour l'United States Air Force, il se passionne toute sa vie pour l’aviation qui marque intimement son œuvre, depuis ses premiers écrits, en 1964, portant directement sur l'aviation, jusqu'aux plus récents, où le vol devient une métaphore philosophique complexe. Bach a eu un énorme succès avec Jonathan Livingston le goéland (1970).
Le 31 août 2012 l'avion qu'il pilotait, de type Progressive Aerodyne SeaRey, immatriculé N346PE, s'est écrasé sur l'ile de San Juan, près de Friday Harbor, au Nord-Ouest de Seattle (état du Washington), après avoir heurté une ligne téléphonique. Malgré de graves blessures dont un traumatisme crânien, il a survécu.
Il a été marié avec l'actrice Leslie Parrish de 1977 jusqu'à leur divorce en 1999 ; il décrit leur rencontre puis leur relation dans deux ouvrages : Un pont sur l'infini et One.

## Œuvres

### Œuvres originales
- Stranger to the Ground (1963) Dell reprint (1990),  (ISBN 0-440-20658-8) (traduit en français par Mission de nuit sur la France, paru en 1964)
- Biplane (1966) Dell Reprint (1990),  (ISBN 0-440-20657-X)
- Nothing by Chance (1969) Dell Reprint 1990,  (ISBN 0-440-20656-1)
- Jonathan Livingston Seagull (1970) Macmillan,  (ISBN 0-380-01286-3)
- A Gift of Wings (1974) Dell Reissue (1989),  (ISBN 0-440-20432-1)
- Illusions: The Adventures of a Reluctant Messiah (1977),  (ISBN 0-385-28501-9)
- There's No Such Place As Far Away (1979) Delta (1998),  (ISBN 0-385-31927-4)
- The Bridge Across Forever: A Love Story (1984) Dell Reissue (1989),  (ISBN 0-440-10826-8)
- One (1988) Dell Reissue 1989,  (ISBN 0-440-20562-X)
- Running from Safety (1995) Delta,  (ISBN 0-385-31528-7)
- Out of My Mind, The Discovery of Saunders-Vixen (2000) Delta,  (ISBN 0-385-33490-7)
- The Ferret Chronicles (cinq courts romans) :
  - Air Ferrets Aloft (2002) Scribner,  (ISBN 0-7432-2753-0)
  - Rescue Ferrets at Sea (2002) Scribner,  (ISBN 0-7432-2750-6)
  - Writer Ferrets: Chasing the Muse (2002) Scribner,  (ISBN 0-7432-2754-9)
  - Rancher Ferrets on the Range (2003) Scribner,  (ISBN 0-7432-2755-7)
  - The Last War: Detective Ferrets and the Case of the Golden Deed (2003) Scribner,  (ISBN 0-7432-2756-5)
- Curious Lives: Adventures from the Ferret Chronicles (2005) Hampton Roads Publishing Company,  (ISBN 1-57174-457-6)

Le livre Curious Lives est en fait la réunion des cinq Ferret Chronicles parus en un seul volume, le seul changement étant la modification des titres de chaque nouvelle.
- Flying: The Aviation Trilogy (2003) Scribner,  (ISBN 0-7432-4747-7), édition contenant :
  - Stranger to the Ground
  - Biplane
  - Nothing by Chance
- Messiah's Handbook: Reminders for the Advanced Soul (2004),  (ISBN 1-57174-421-5)
- Hypnotizing Maria (2009), Hampton Roads Publishing Company,  (ISBN 1-57174-623-4)
- Thank Your Wicked Parents: Blessings from a Difficult Childhood (2012), Rainbow Ridge,  (ISBN 978-193790-702-0)
- Travels with Puff: A Gentle Game of Life and Death (2013), NiceTiger,  (ISBN 978-193777-703-6)
- Illusions II: The Adventures of a Reluctant Student. Diamond Inspiration (Kindle single e-book) 2014.
- Life With My Guardian Angel. Rainbow Ridge 2018.  (ISBN 978-1937907563).

### Œuvres traduites en français
- Mission de nuit sur la France (1964) - titre original Stranger to the Ground : récit d'un vol de nuit au-dessus de la France et de l'Allemagne, en Republic F-84G Thunderjet, jusqu'à la base aérienne de Chaumont-Semoutiers
- Jonathan Livingston le goéland (1970), éditions Flammarion, 1980 (rééd. 2009) - titre original Jonathan Livingston Seagull
- Illusions ou le messie récalcitrant (1977) éditions Flammarion - titre original  The Adventures of a Reluctant Messiah
- Ailleurs n'est jamais loin quand on aime (1979) éditions Seghers - titre original There's No Such Place As Far Away
- Un pont sur l'infini (1984) - titre original The Bridge Across Forever: A Love Story
- Un[1] (1989) (aux Éditions canadiennes Un monde différent Ltée) - titre original One
- Fuir sa sécurité, une aventure de l'esprit (1995) - titre original Running from Safety
- De l'autre côté du temps, la découverte de Sanders-Vixen (1995) éditions Flammarion - titre original Out of My Mind, The Discovery of Saunders-Vixen
- Un cadeau du ciel (2001) éditions J'ai lu - titre original A Gift of Wings  (ISBN 978-2-277-23079-3)
- Furets des mers à la rescousse (2002) éditions Michel LAFON - titre original Rescue Ferrets at Sea
- Furets des airs à la conquête du ciel (2002) éditions Michel LAFON - titre original Air Ferrets Aloft
- Fuir sa sécurité : Une aventure de l'esprit (2006) éditions Un Monde Différent - titre original  Running from Safety
- Le Guide du messie (2009) éditions ADA - titre original  Messiah's Handbook: Reminders for the Advanced Soul
- Vole avec moi (2010) éditions Flammarion - titre original Hypnotizing Maria

### Études
- Tom Butler-Bowdon, 50 classiques de la spiritualité (2005), trad., Le Jour, Montréal, Canada, 2008.
- Emmanuel-Yves Monin  in : L'Esotérisme du Petit Prince de Saint Exupéry (Suivi de L'aventure initiatique du Petit Prince, de Siddharta, de Jonathan Livingston le Goéland) Dervy Ed. Paris 2009.